# Louis Rivier
 (octobre 2011).
Pour les articles homonymes, voir Rivier.
Louis Rivier, né à Bienne le 22 mai 1885 et mort à Lausanne le 20 janvier 1963, est un peintre, auteur de vitraux et verrier suisse.

## Biographie

### Enfance et formation
Fils de William Rivier, pasteur de l'Église libre vaudoise, Louis Rivier est tôt attiré vers la peinture par Eugène Burnand (1850-1921) et Paul Robert (1851-1923). Membre dès 1901 de la Société vaudoise des beaux-arts qu'il présidera entre 1929 et 1932, il s'installe en 1904 à Paris pour y apprendre à peindre et travaille dans l'atelier de Jean-Paul Laurens (1838-1921) à l'Académie Julian. Il voyage ensuite en Belgique et en Italie fasciné par les primitifs flamands et la renaissance italienne. Il expose au Salon de la Société nationale des beaux-arts à Paris en 1914. 

### Parcours de vie
Membre de l'Église protestante et fortement soutenu par son élite, Louis Rivier parvient à rompre la méfiance de son Église face aux images. D'inspiration religieuse, élevée au rang « d'art missionnaire », sa peinture entre dans les temples protestants sous forme de fresques ou de vitraux, notamment à Mex (peintures murales, 1908-1909), Bercher (vitrail, 1910), Denezy (décor peint et vitrail, 1925), Morrens (vitrail, 1925) et Bottens (peintures, 1943), ou dans les temples lausannois des Terreaux, de Villard ou de  Saint-Jean de Cour. Il est l'auteur de 17 vitraux dans la cathédrale de Lausanne (six vitraux dans le transept nord en collaboration avec François de Ribaupierre (1886-1981), et 11 verrières hautes dans le chœur). Il décore également l'église orthodoxe grecque de Lausanne Agios Gerassimos. Le vitrail du Christ aux Sept Miracles, conçu initialement pour la cathédrale de Lausanne en 1920, a été installé trois décennies plus tard dans le temple protestant de Saint-Dié-des-Vosges.
En 1910, alors que « les murs nus de l'aula sont d'une monotone grisaille », faute de moyens pour avoir pu réaliser avant 1906 les peintures prévues par l'architecte Gaspard André (1840-1896), Louis Rivier propose une décoration monumentale pour le palais de Rumine. En 1914, Jean-Jacques Mercier (1826-1903) offre de financer l'artiste pour la durée des travaux : Louis Rivier a participé à la décoration de son Château Mercier, à Sierre en 1907. Les travaux de l'Aula commencent en 1915, ils dureront jusqu'en 1923 et représentent 1 000 mètres carrés de peinture. Le style choisi par Louis Rivier est en harmonie avec l'architecture historiciste du palais et la destination de l'aula. La fresque offre « l'image de l'union harmonieuse de la science, de l'art et de la religion, au service d'une élévation spirituelle de l'humanité », caractère religieux en accord avec l'université issue de la Réforme. Mais la lecture de l'œuvre de Rivier exprime un sentiment ambivalent à l'égard de la science dont à certains détails de l'œuvre, on remarque qu'elle est plutôt soumise à la théologie que son égale, dans une vision très médiévale de leurs rapports. Les côtés latéraux où sont représentées douze figures allégoriques des facultés sont surplombés par une voûte tout entière consacrée à la religion. Le 21 avril 1923, l'aula ainsi transformée accueille la clôture de la Conférence de Lausanne sur le Moyen-Orient.

### Événements, réalisations et œuvres marquantes

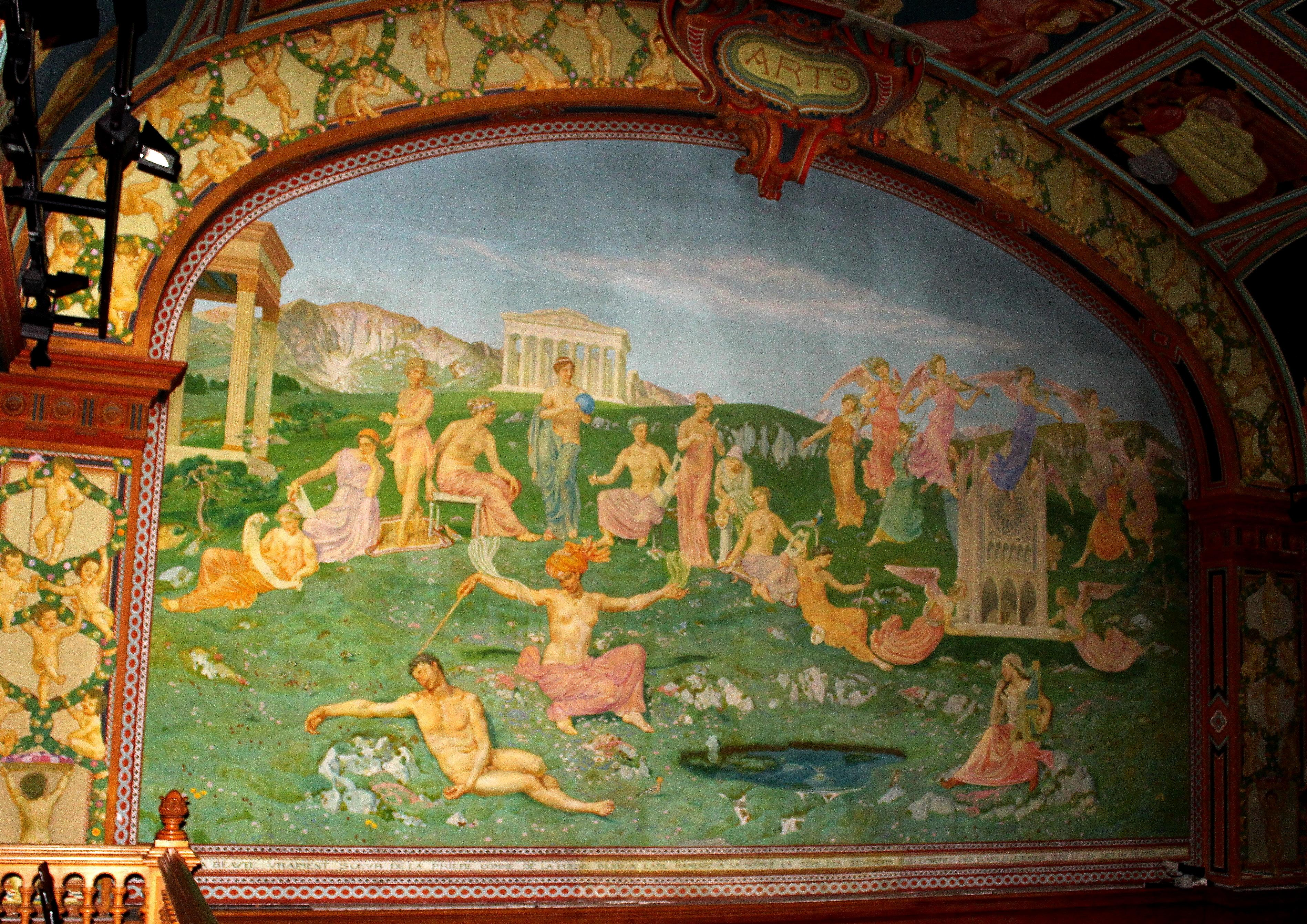
Lausanne, Palais de Rumine et Musée cantonale de géologie, Aula de Rumine bis

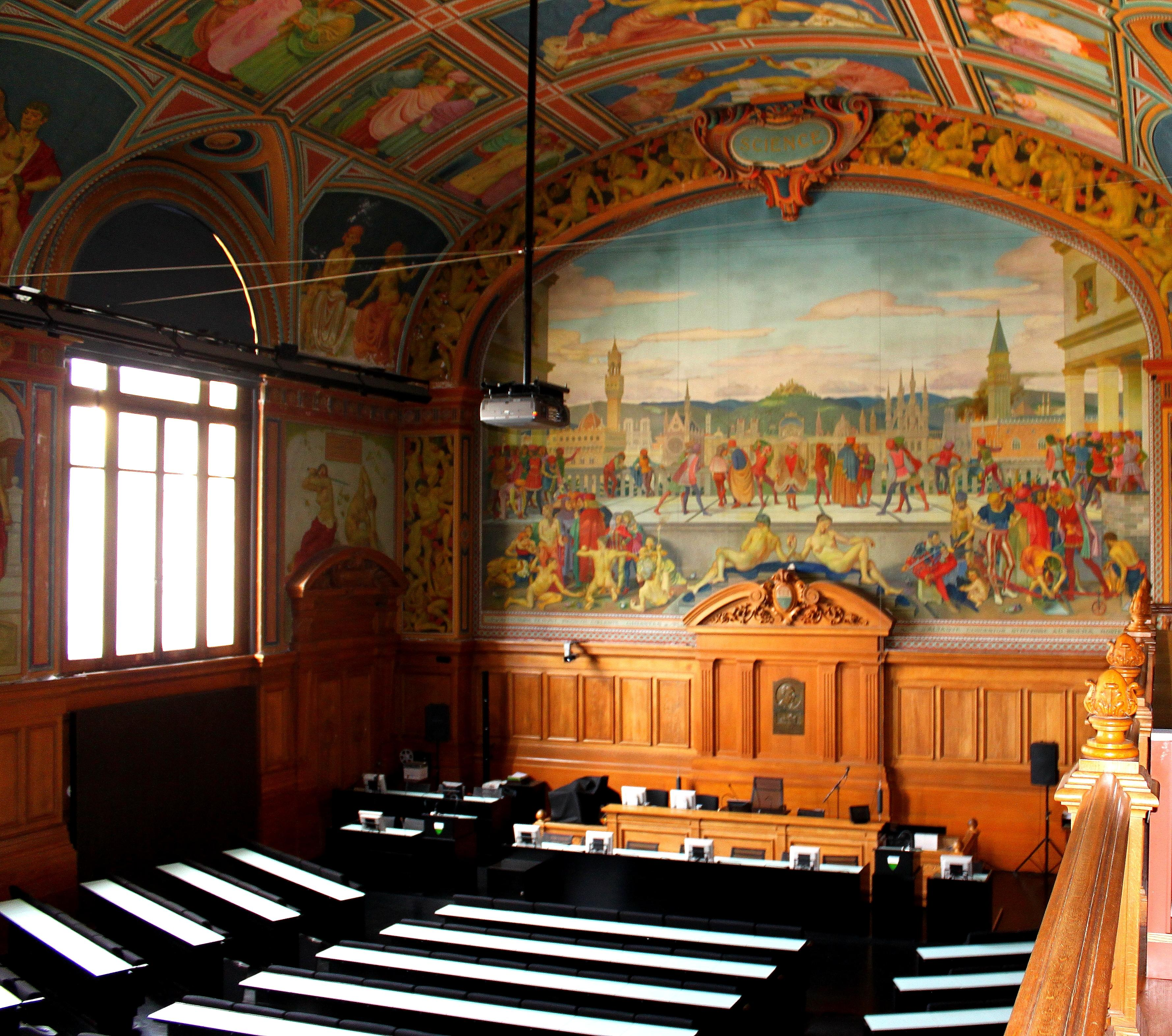
Lausanne, Palais de Rumine et Musée cantonal de géologie, Aula de Rumine

La décoration de l'Aula du palais de Rumine rend l'artiste célèbre dans la région grâce aux recensions généralement élogieuses parues dans la presse ; elle vaudra à son auteur le titre de Dr honoris causa de l'université de Lausanne. En 1925, Rivier expose ses œuvres à la Grenette, en face du palais. Il fréquentera encore d'autres d'expositions nationales et internationales d'art sacré. Il est un peintre reconnu, membre des sociétés des beaux-arts de Paris, Londres, etc. Son activité de critique d'art se développe avec entre autres une biographie consacrée à son ami le peintre neuchâtelois Paul Robert (1927). Entre 1937 et 1939, Rivier abandonne la tempera et invente un "procédé spécial" combinant crayons de couleur, craie, diluant et fixatif. En 1940, son Autoportrait en polo rouge et béret basque entre dans la collection de la Galerie des Offices à Florence. Si la technique de Rivier évolue, ses sources d'inspiration classique ne changent guère. L'après-guerre le laissera marginalisé, alors même que sa production caractérisée par de la peinture de chevalet et des tableaux muraux de grande dimension continue à être appréciée en Suisse allemande et à l'étranger où il reçoit une médaille d'or au Salon de la Société des artistes français à Paris en 1949 ainsi qu'au Conseil supérieur des récompenses "Arts, Sciences, Lettres" également à Paris en 1958.  
Une importante exposition personnelle lui est consacrée en 1952 à Rome. Il devient membre correspondant de l'Institut de France et membre de la Royal Society of Arts de Londres en 1948 et en 1952, respectivement.

### Expositions posthumes
Après son décès en 1963, différentes expositions sont organisées en Suisse, notamment au Musée cantonal des Beaux-Arts (MCBA) à Lausanne en 1985, au Kunsthaus à Aarau en 1986, à la Galerie Paul Vallotton à Lausanne en 1993, ainsi qu'au Musée historique de Lausanne (MHL) en 2013, à l'occasion du cinquantenaire de la mort de l'artiste. En 2022, une exposition intitulée "LOUIS RIVIER Derrière le paysage" est organisée à l'Espace Graffenried à Aigle (07.10.22 - 05.03.23). 